# Parque General Manuel Gutiérrez Zamora

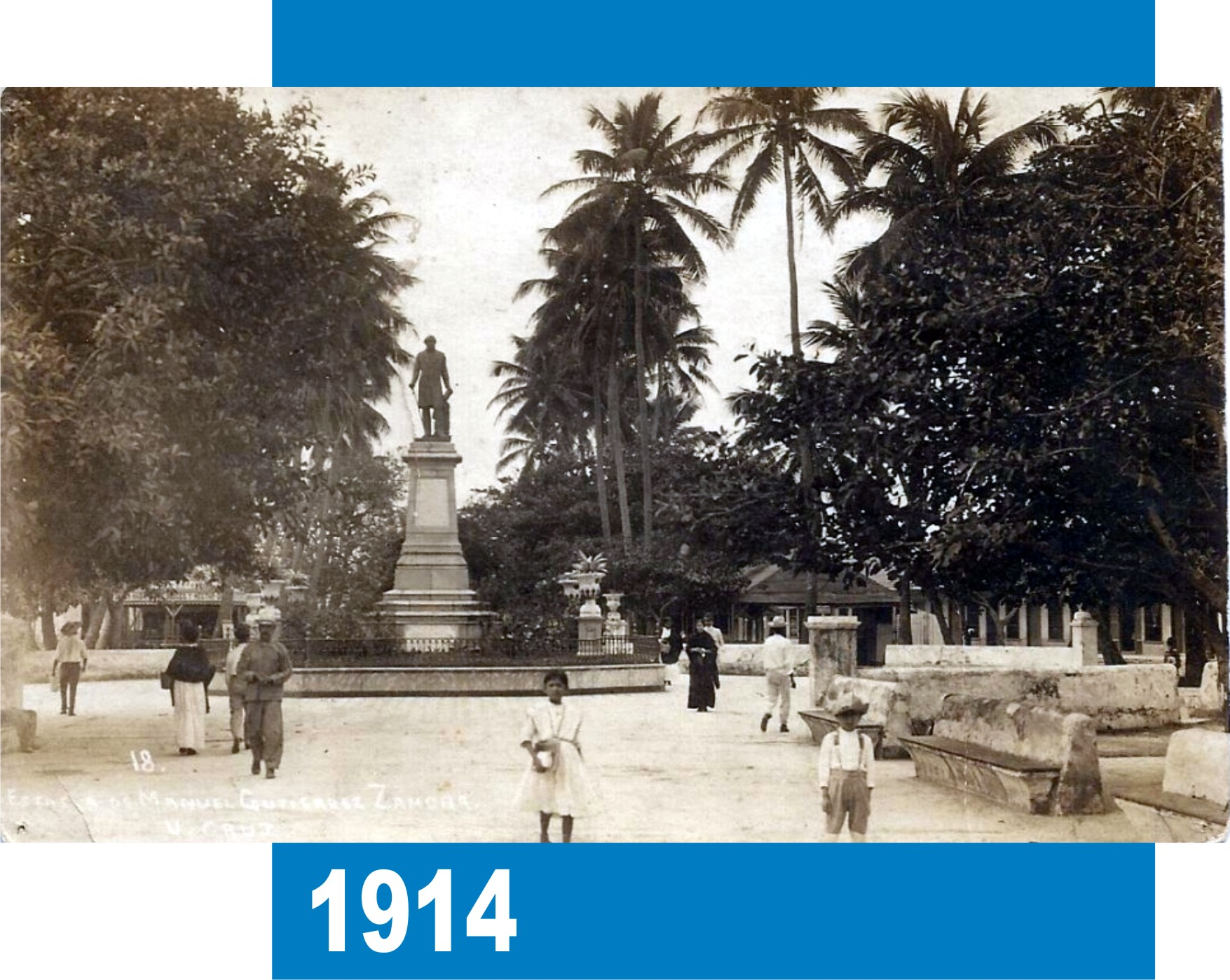
Parque Zamora en 1914

El Parque Coronel Manuel Gutiérrez-Zamora, más conocido como Parque Zamora, es un parque histórico de la ciudad de Veracruz (México), correspondiente a la antigua Alameda de la ciudad. Su nombre actual refiere al coronel Manuel Gutiérrez-Zamora y Gutiérrez de la Concha, gobernador del estado de Veracruz e importante benefactor de la ciudad.

## Descripción
Hasta su entubamiento, por este parque pasaba el río Tenoya, antes de su desembocadura, lo que explica la abundante vegetación que se puede encontrar. Confluye hacia al sur con la antigua ampliación de la alameda (actual Avenida Salvador Díaz Mirón), y con la Avenida 20 de noviembre (ampliación de Avenida Independencia), al norte con la calle de Ignacio Rayón, al oriente con la Avenida Independencia, y al poniente con la Avenida 5 de mayo. En su extremo sur, se encuentra la histórica Iglesia del Santo Cristo del Buen Viaje, considerada la más antigua de la ciudad. 

## Historia
Es considerado como un fiel testigo de la historia tanto del estado de Veracruz como de la nación. Archivado el 28 de julio de 2017 en Wayback Machine.
Sirvió de albergue desde tropas Porfiristas, así como de un destacamento provisional de la Ocupación estadounidense de Veracruz los días 21 y 22 de abril de 1914.
Existen incontables fotografías históricas desde el juramento a la lealtad, hasta la inolvidable foto de la fuente central que existía en la plaza, misma que fue sustituida por un kiosko que actualmente se encuentra en la zona central.
En el parque existe una abundante flora y considerable fauna entre cuyas especies destaca el ardilla gris mexicana -Sciurus aureogaster-.
Actualmente cuenta con dos bibliotecas una de estas la biblioteca magisterial y una nevería. El 1 de marzo de 2004 el ejecutivo federal declaró el parque como parte de zona de monumentos históricos al encontrarse dentro del primer cuadro de la ciudad. Esto con fundamento en el artículo 89 fracción I, de la Constitución General de la República, relacionado con los artículos 2, 5, 35, 36, 37, 38, 41, 42, 43 y 44 de la Ley Federal sobre Monumentos y obras Arqueológicas, Artísticas e Históricas.
En 2006 el ayuntamiento de Veracruz emitió una licitación pública para la construcción de un estacionamiento subterráneo, iniciativa que no prosperó debido a que se opusieron al proyecto diversas organizaciones no gubernamentales y la sociedad civil.
En fecha 13 de febrero de 2007 en Palacio legislativo sometió a discusión un punto de acuerdo por la Comisión de Cultura, para averiguar si se estaba contraviniendo el decreto presidencial de 2004.